# Búri

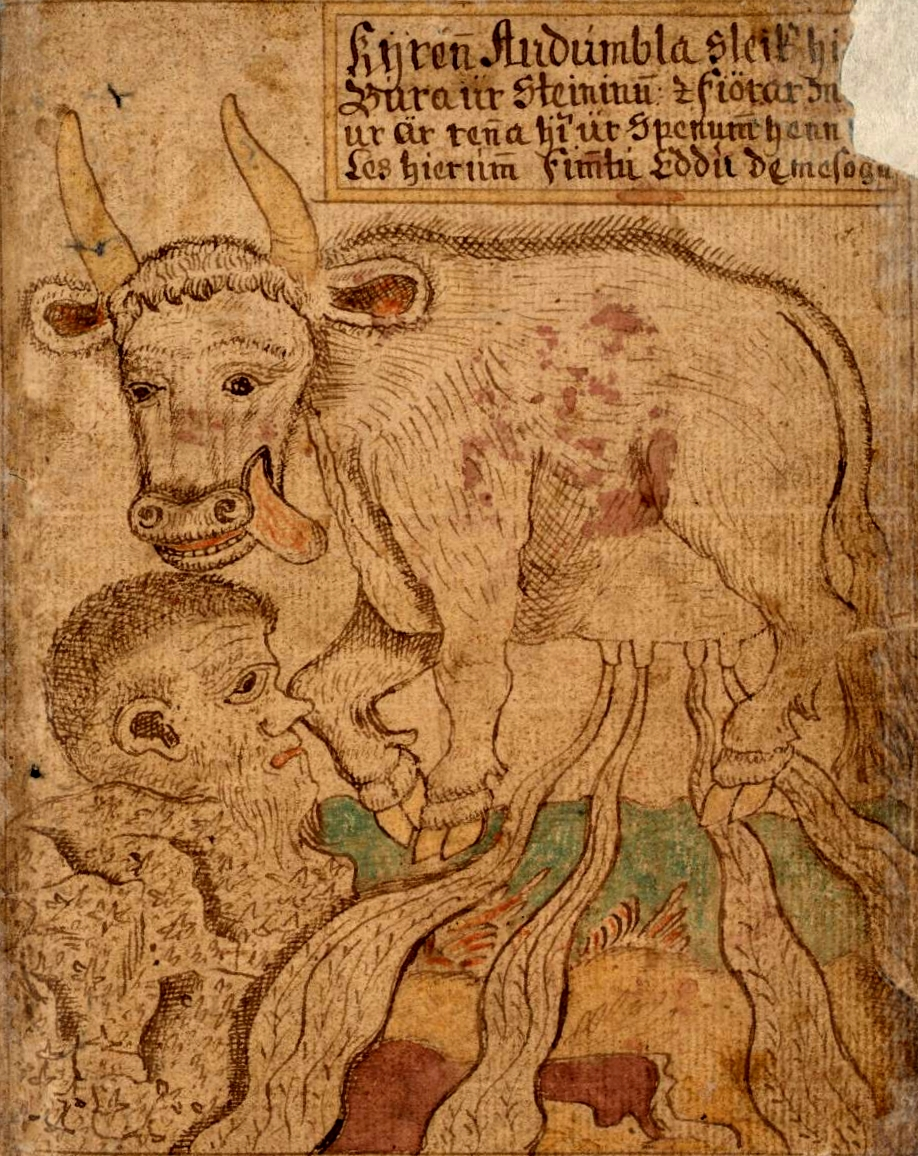
Búri é lambido para fora do salgado bloco de gelo pela vaca Audumla nesta ilustração do século XVIII, de um manuscrito islandês.

Búri foi o primeiro deus na mitologia nórdica. Foi o pai de Borr e avô de Odin. Foi criado pela vaca Audumla que lambia o gelo salgado de Ginnungagap. A única fonte existente deste mito é a Edda em prosa de Snorri Sturluson.
| Hon sleikti hrímsteinana er saltir váru. Ok hinn fyrsta <dag> er hon sleikti steina, kom ór steininum at kveldi manns hár, annan dag manns höfuð, þriðja dag var þar allr maðr. Sá er nefndr Búri. Hann var fagr álitum, mikill ok máttugr. Hann gat son þann er Borr hét. — | Ela lambeu os blocos de gelo, que eram salgados; e o primeiro dia que ela lambeu os blocos, surgiu dos blocos na noite o cabelo de um homem; no segundo dia, a cabeça de um homem; no terceiro dia todo o homem estava ali. Ele se chamava Búri: tinha facções delicadas, grande e poderoso. Dele surgiu um filho chamado Borr[.] — Tradução de Brodeur |

Búri não é mencionado em nenhum lugar na Edda poética. Na Skáldskaparmál, Snorri Sturluson cita o seguinte verso do poeta Þórvaldr blönduskáld pertencente ao século XII.
| Nú hefk mart í miði greipat burar Bors, Búra arfa. — Edição de Finnur Jónsson | Agora arrebatou Muita hidromel [muita poesia] Do enredo de Búri O filho de Borr [Odin]. — Tradução de Faulkes |